# Стратоніка Понтійська
Стратоніка Понтійська (дав.-гр. Στρατονίκη дав.-гр. Στρατονίκη, лат. Stratonice, пом. 63 рік до н. е.) - грекиня з Понтійського царства, що стала наложницею і четвертою дружиною царя Мітрідата VI.
Вона була мешканкою міста Кабіри , її батьком був арфіст.
Вона була арфісткою у палаці Мітрідата VI , стала однією з його наложниць, і стала його дружиною у 86 до н. е. У шлюбі народила Ксифара.
Стратоніка була однією з улюблених дружин государя і мала на нього великий вплив. Коли в ході Третьої Мітрідатової війни цар готувався бігти на Чорне море, він залишив Стратоніку в неприступній фортеці Комана, де знаходилися його скарби.
Стратоніка здала фортецю римським військам під проводом Гнія Помпея за умови, що полководець збереже життя її синові. Однак Мітрідат VI стратив сина на її очах, тим самим покаравши її за зраду. Стратоніка померла 63 року до зв. е., коли весь Понт був захоплений військами Помпея.